# Кенели
Кенели (каз. Кенелі, до 1996 г. — Караагаш) — село в Актогайском районе Карагандинской области Казахстана. Входит в состав Сарытерекского сельского округа. Код КАТО — 353663400.

## Население
В 1999 году население села составляло 50 человек (27 мужчин и 23 женщины). По данным переписи 2009 года, в селе проживали 122 человека (64 мужчины и 58 женщин).